# Ellis Horowitz
Ellis Horowitz (...) è uno scienziato e informatico statunitense.

## Biografia
È professore di informatica e ingegneria elettrica presso l'Università della California meridionale (USC). Horowitz è meglio conosciuto per i suoi libri di testo di informatica su strutture di dati e algoritmi, scritti in collaborazione con Sartaj Sahni. All'USC, Horowitz è stato presidente del Dipartimento di Informatica dal 1990 al 1999. Durante il suo mandato ha migliorato in modo significativo i rapporti tra Informatica e Istituto di scienze dell'informazione (ISI), assumendo docenti senior e creando il primo comitato consultivo industriale del dipartimento. Dal 1983 al 1993 con Lawrence Flon ha co-fondato Quality Software Products che ha progettato e costruito software applicativi per UNIX. I loro prodotti includevano due programmi per fogli di calcolo, Q-calc ed eXclaim, un sistema di gestione dei progetti, MasterPlan e un server di licenze mobile, Maitre D. L'azienda è stata venduta a Island Graphics.
Horowitz è stato attivamente impegnato come testimone esperto che testimonia in numerosi casi legali di condivisione di file peer-to-peer. In genere ha rappresentato i diritti proprietari del copyright, comprese le singole case discografiche, la Recording Industry Association of America e la Motion Picture Association of America. La sua testimonianza è stata citata numerose volte in varie decisioni e ordinanze.
Più recentemente, Horowitz ha rappresentato Universal Music Group (UMG) e altri contro il servizio di streaming musicale Grooveshark.com. Il giudizio sommario è stato assegnato all'UMG, con la decisione che citava le relazioni degli esperti di Horowitz.
Nel 1999, Horowitz è stato nominato Direttore della tecnologia dell'informazione e della formazione a distanza presso la Viterbi School of Engineering dell'USC. Parte delle sue responsabilità includeva la loro rete didattica a circuito chiuso basata su satellite. Ha ribattezzato l'organizzazione USC's Distance Education Network (DEN) e ha spostato la consegna dei corsi dal satellite al web. DEN offre attualmente numerosi corsi di livello universitario che portano a master, principalmente in informatica ed ingegneria elettrica. Nel 2000 ha ricevuto un eccezionale premio per educatore di istruzione a distanza da R1edu.org.